# The Legion of Death
The Legion of Death is een Amerikaanse dramafilm uit 1918 onder regie van Tod Browning.

## Verhaal
Prinses Maria is bereid om haar leven te geven voor haar land. Ze verzamelt een leger van Russische boerinnen om zich heen en trekt ermee ten oorlog tegen de Duitsers. De vijand staat op het punt haar leger onder de voet te lopen, als Amerikaanse vrijwilligers haar te hulp snellen. Na de val van het Russische vorstenhuis stemt de prinses erin toe om te trouwen met de Amerikaanse kapitein Rodney Willard.

## Rolverdeling
| Acteur             | Personage               |
| ------------------ | ----------------------- |
| Edith Storey       | Prinses Maria           |
| Philo McCullough   | Kapitein Rodney Willard |
| Fred Malatesta     | Grootvorst Paul         |
| Charles K. Gerrard | Grootvorst Orlof        |
| Pomeroy Cannon     | Dmitri                  |
| Norma Nichols      | Draya                   |
| R.O. Pennell       | Tsaar                   |
| Grace Aide         | Tsarina                 |
| H.L. Swisher       | Kerenski                |
| Francis Marion     | Kroonprins              |
| Harry Moody        | Makar                   |
| Irene Aldwyn       |                         |
| Junior Beckner     |                         |